# Aeroporto di Lukla
L'Aeroporto di Lukla (in nepalese: तेन्जिङ हिलारी विमानस्थल) è un altiporto del Nepal nordorientale, situato all'altitudine di 2 846 m s.l.m. Serve la cittadina himalayana di Lukla, nel distretto di Solukhumbu.
Inaugurato nel 1965, nel 2008 l'aeroporto è stato intitolato alla memoria di sir Edmund Hillary e Tenzing Norgay, i primi alpinisti a scalare l'Everest, nonché entrambi fautori della sua costruzione.
Situato ai piedi dell'Everest, è caratterizzato dalla breve pista in pendenza e dalla particolare collocazione nel complesso contesto orografico dell'Himalaya che presenta un clima estremamente mutevole. Tuttavia nei mesi favorevoli lo scalo è molto frequentato poiché Lukla è uno dei centri abitati più vicini alle maggiori cime himalayane e gli alpinisti che si apprestano ad affrontare le scalate scelgono frequentemente questa località come base d'appoggio. A questo proposito l'aeroporto di Lukla risulta strategico anche per i rapidi collegamenti in elicottero con l'aviosuperficie di Sangboche, lo scalo più vicino al campo base da dove partono le spedizioni.

## Caratteristiche

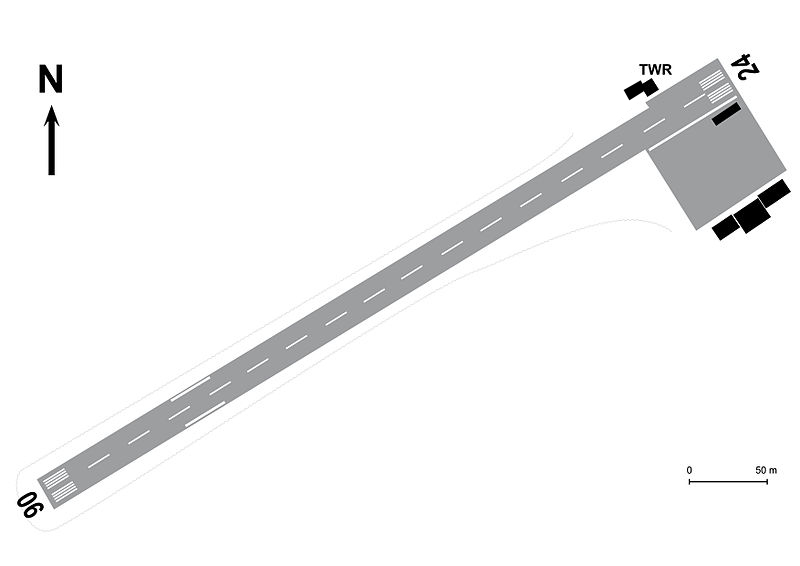
Planimetria del piccolo scalo aeroportuale

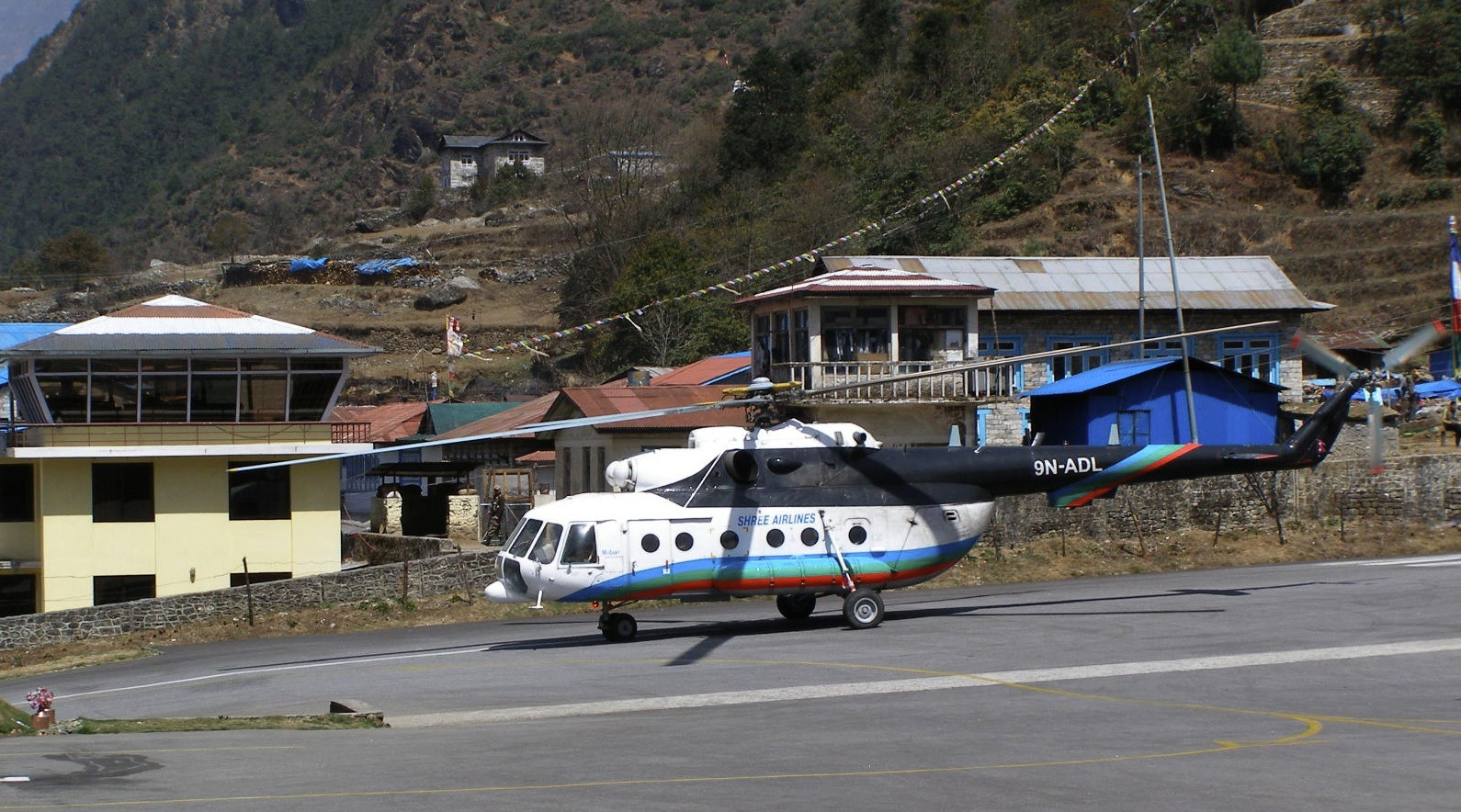
Un elicottero Mil Mi-17 in partenza alla volta dell'aviosuperficie di Sangboche, dietro a sinistra l'unità AFIS

Situato all'altitudine di 2 846 m sul livello del mare e a soli 30 km dall'Everest, l'aeroporto di Lukla è dotato di un'unità di Servizio Informazioni Volo Aeroportuale (AFIS), di un eliporto, di un hangar, di un'area di sosta per quattro velivoli e di una pista orientata 06/24 lunga appena 527 metri e larga 20. La pista è in asfalto e ha una pendenza di circa 12 gradi per favorire l'accelerazione e la decelerazione dei velivoli. L'atterraggio degli aerei è consentito esclusivamente alla testata 06 situata a strapiombo su un alto dirupo, mentre il decollo si effettua unicamente per pista 24, la cui testata è posta a ridosso di una parete rocciosa.
Non disponendo di procedure di avvicinamento strumentale (IAP) e di radioassistenza, l'utilizzo dello scalo è possibile solo in accordo alle regole del volo a vista (VFR), consentito in condizioni meteorologiche ottimali (VMC) poiché lo scalo non è omologato per il volo notturno. A rendere ancora più critiche le condizioni di atterraggio e di decollo contribuisce la rarefazione dell'aria dovuta all'altitudine, che penalizza il funzionamento dei motori dei velivoli e riduce la portanza delle superfici alari; inoltre la scarsa lunghezza della pista, ricavata sul pendio della montagna, non rende possibili le manovre necessarie per effettuare un'eventuale riattaccata del velivolo in fase di atterraggio.
L'aeroporto è raggiungibile in circa trenta minuti di volo da Katmandu ed è servito quasi esclusivamente da piccoli bimotori Dornier o De Havilland, e da alcuni elicotteri o mezzi di soccorso dell'esercito nepalese. Durante l'alta stagione, da aprile a ottobre, la frequenza dei voli è alta e può anche raggiungere il centinaio al giorno. Tuttavia non è raro che i voli vengano annullati per la scarsa visibilità dovuta alla presenza di nuvole o per la frequente nebbia.
Nelle immediate vicinanze dell'aeroporto è presente una piccola struttura alberghiera.
L'aeroporto di Lukla è stato citato nel documentario Most Extreme Airports, trasmesso dal canale televisivo History.

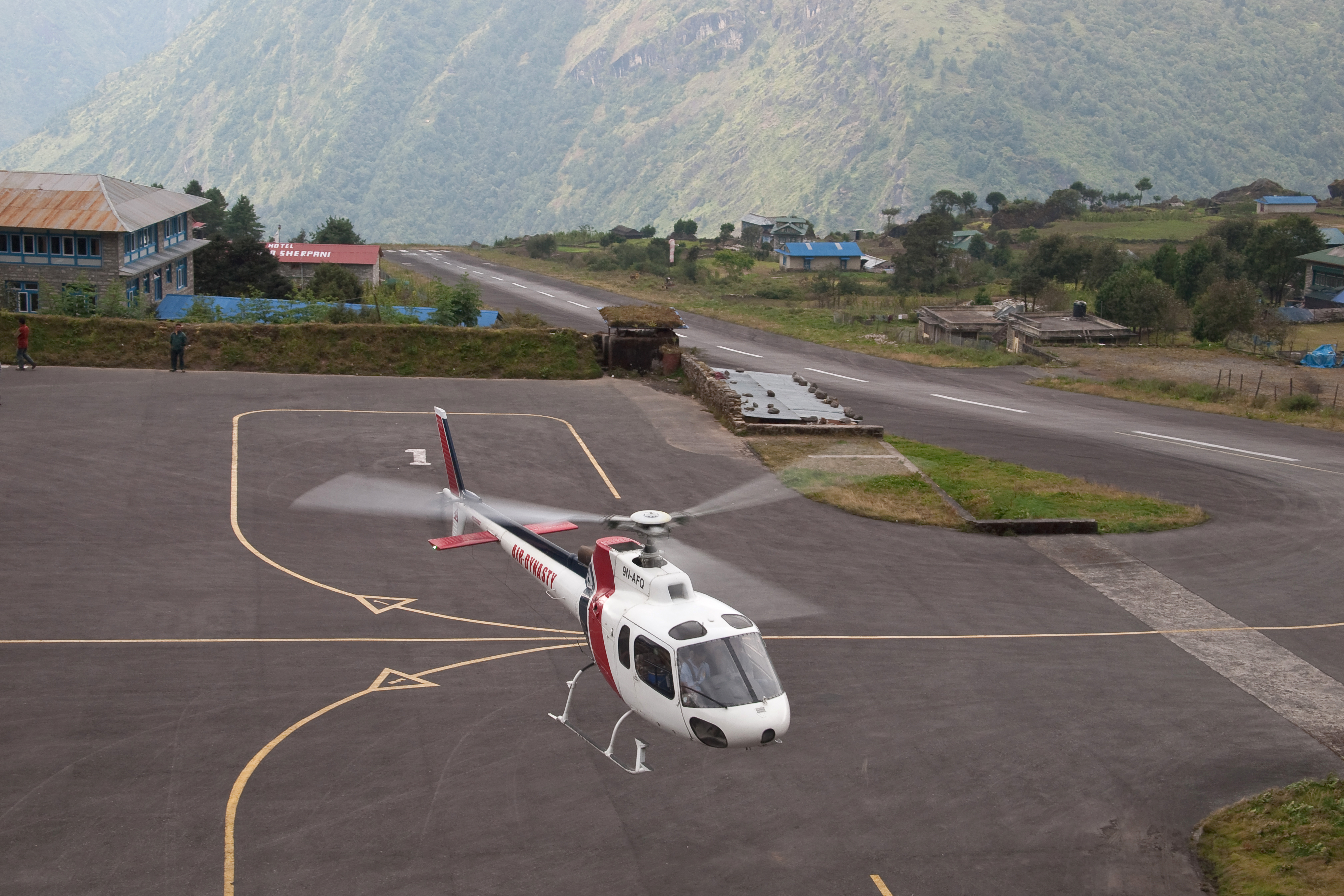
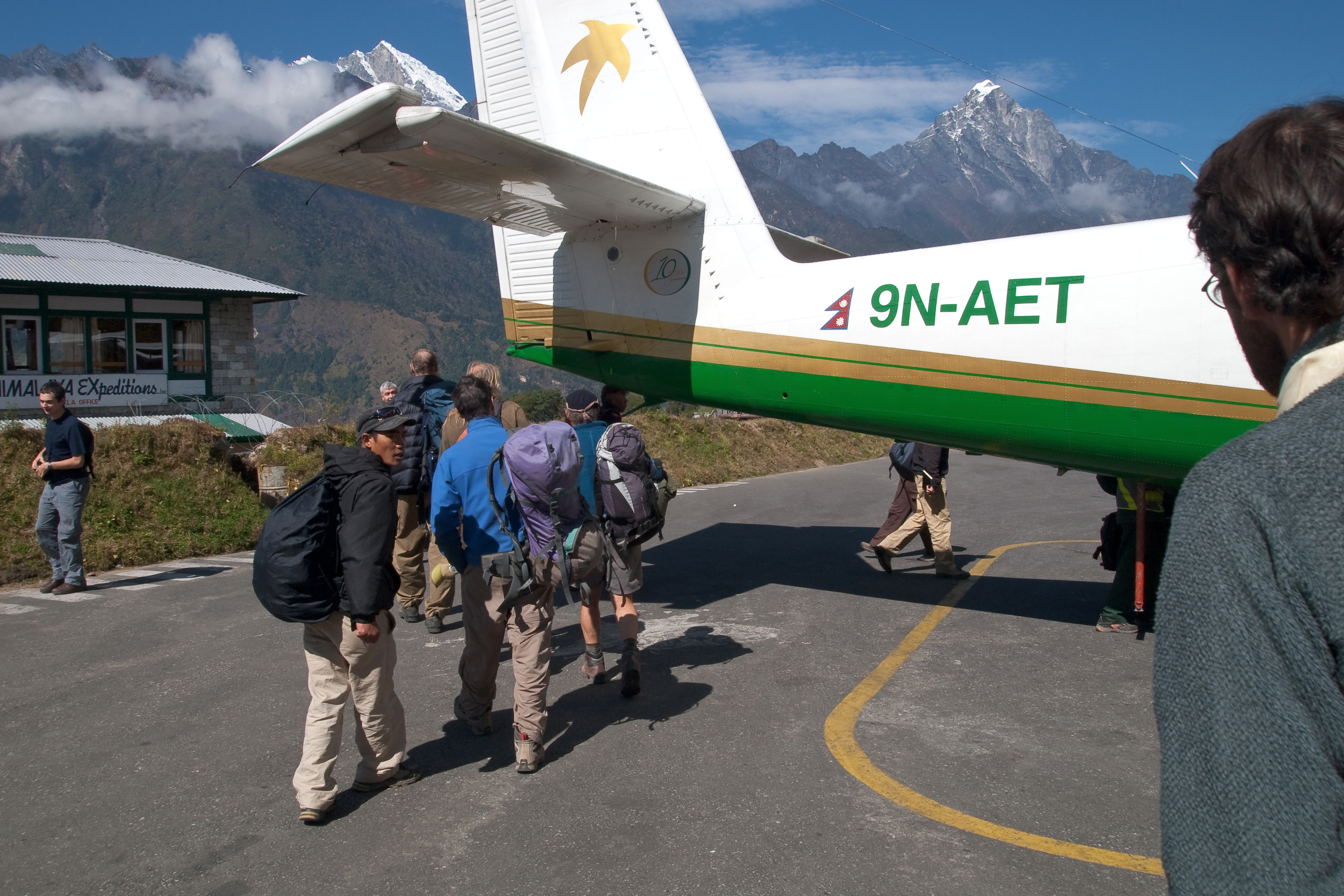
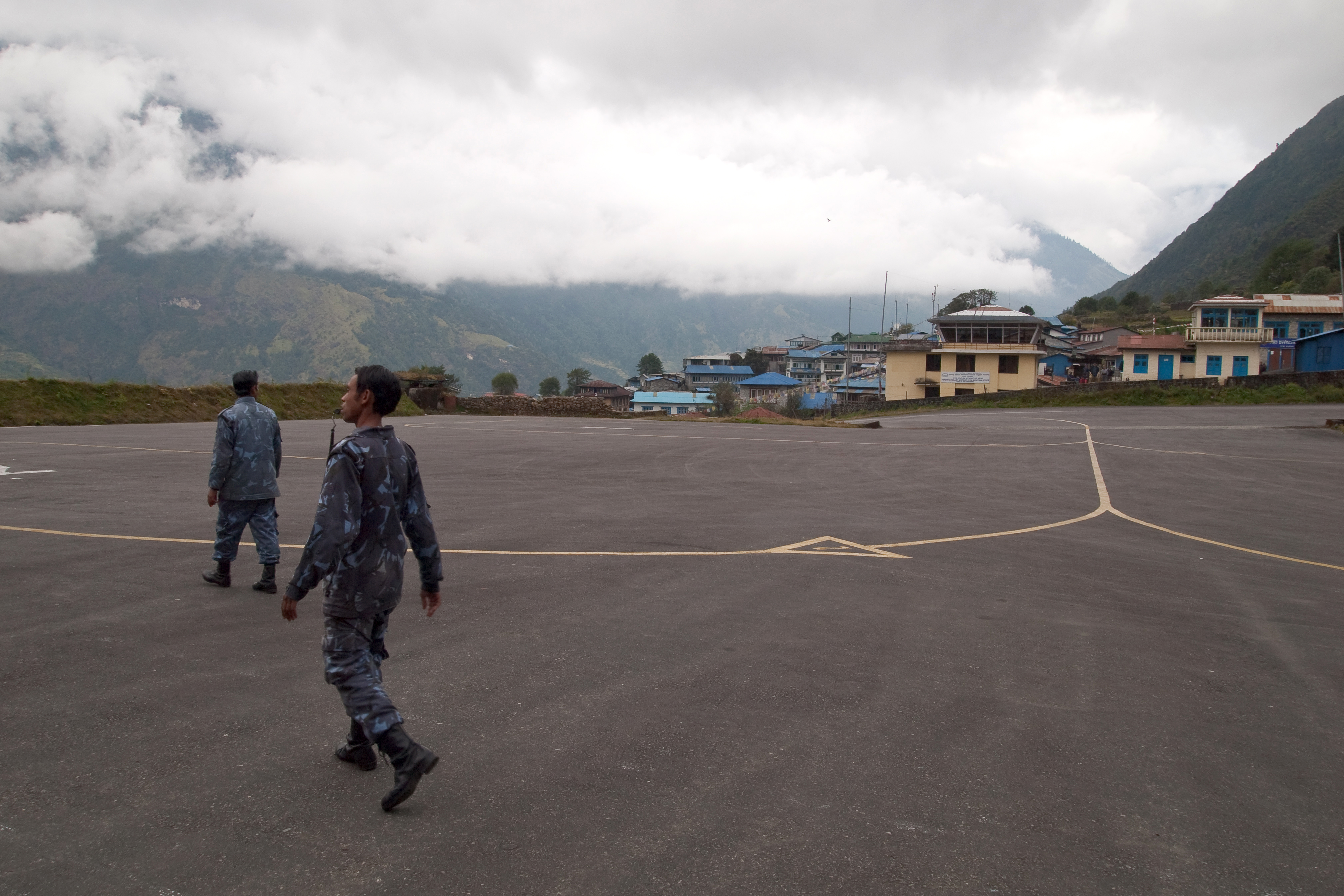

## Dati di traffico
| Anno | Flusso di passeggeri | Flusso di passeggeri | Volume di merci in chilogrammi | Volume di merci in chilogrammi | Movimenti aerei | Movimenti aerei |
| ---- | -------------------- | -------------------- | ------------------------------ | ------------------------------ | --------------- | --------------- |
| 2003 | 70.959               |                      | 1.203.000                      |                                | 8.616           |                 |
| 2004 | 71.422               | +0,7 %               | 1.672.606                      | +39,0 %                        | 7.892           | -8,4 %          |
| 2005 | 53.943               | -24,5 %              | 1.271.297                      | -24,0 %                        | 7.377           | -6,5 %          |
| 2006 | 61.992               | +14,9 %              | 1.771.811                      | +39,4 %                        | 8.800           | +19,3 %         |
| 2007 | 80.733               | +30,2 %              | 2.445.792                      | +38,0 %                        | 10.969          | +24,6 %         |
| 2008 | 92.172               | +14,1 %              | 2.739.491                      | +12,0 %                        | 12.219          | +11,4 %         |
| 2009 | 88.881               | -3,6 %               | 2.592.159                      | -5,4 %                         | 12.300          | +0,7 %          |
| 2010 | 92.011               | +3,5 %               | 2.188.763                      | -15,6 %                        | 14.880          | +21,0 %         |
| 2011 | 93.292               | +1,4 %               | 2.973.816                      | +35,9 %                        | 15.408          | +3,5 %          |

## Incidenti
- Il 15 ottobre 1973, durante la fase di atterraggio, il DHC-6 Twin Otter 300 9N-ABG della Royal Nepal Airlines venne danneggiato in modo irreparabile, mentre i tre passeggeri ed i tre membri dell'equipaggio rimasero illesi.[12]
- Il 9 giugno 1991 il DHC-6 Twin Otter 300 9N-ABA della Royal Nepal Airlines, in arrivo da Katmandu, precipitò nei pressi dell'aeroporto durante un tentativo di atterraggio effettuato con un approccio non stabilizzato ed in condizioni meteo sfavorevoli. I quattordici passeggeri ed i tre membri dell'equipaggio rimasero illesi.[13]
- Il 26 settembre 1992 l'Harbin Yunshuji Y-12-11 9N-ACI della Nepal Airways fallì il decollo danneggiandosi irreparabilmente. I dodici passeggeri ed i due membri dell'equipaggio sopravvissero all'accaduto.[14]
- Il 25 maggio 2004, durante la fase di avvicinamento all'aeroporto, il DHC-6 Twin Otter Series 300 9N-AFD della Yeti Airlines in arrivo da Katmandu precipitò uccidendo i tre membri dell'equipaggio, unici presenti su quel volo.[15]
- Il 30 giugno 2005 il Dornier Do 228 9N-AEO della Gorkha Airlines uscì dalla pista durante l'atterraggio. I dodici passeggeri riportarono solo lievi ferite, ma il velivolo venne ritirato dal servizio.[16]
- L'8 ottobre 2008 il volo Yeti Airlines 103 si schiantó durante la fase finale dell'atterraggio e s'incendiò, causando la morte dei sedici passeggeri e di due membri dell'equipaggio. Solo il comandante riuscì a salvarsi dal disastro.[17][18]
- Il 14 aprile 2019, durante il decollo, un aereo esce di pista scontrandosi con due elicotteri parcheggiati. L'incidente ha causato tre morti e tre feriti.[19]